# Gobernador de la provincia de Neuquén
Gobernador de la Provincia de Neuquén es el nombre que se otorga al primer mandatario provincial, de acuerdo a la constitución provincial, para ejercer el poder ejecutivo.
El mandato dura cuatro años y puede ser renovado por la voluntad popular (voto) una vez más (en forma continua). En discontinuidad no existen restricciones, para ser elegido gobernador debe ser ciudadano radicado en la provincia con una antigüedad mínima de cinco años, debe tener más de 30 años de edad.

## Sucesión
En caso de ausencia, renuncia o muerte es reemplazado por el Vicegobernador, hasta cumplir con los plazos constitucionales, en caso de ausencia del Vicegobernador, el cargo será ejercido por el vicepresidente 1° y 2° de la Legislatura provincial en caso de corresponder, si no pudiendo ser ejercida por estos, la legislatura nombrara un Gobernador provisorio hasta cumplir el mandato de ese período (si faltase menos de un año para cumplir con el período), si fuera mayor a un año corresponde que se llamen a elecciones dentro de los 60 días, para elegir Gobernador y Vicegobernador para completar el período.

## Residencia
El lugar de residencia para el ejercicio de sus funciones es la capital de la provincia, no pudiendo ausentarse más de 15 días sin permiso de la legislatura provincial (Poder legislativo).

## Ministros
El Gobernador nombrara a los Ministros  quiénes serán sus colaboradores inmediatos en el ejercicio del poder público, el número de ministros está supeditado a las necesidades que el primer mandatario considere.

## Facultades
- Las facultades del Gobernador son muy amplias en función de llevar a cabo la labor ejecutiva de la administración provincial:

- Es la figura máxima para representar a la provincia frente a la Nación y ante las demás provincias Argentinas.

- Puede solicitar, promulgar y vetar leyes.

- Producir decretos para poner en ejercicio las leyes, nombrar y o remover Ministros, Secretarios y funcionarios provinciales.

- Hacer nombramientos de acuerdo a las propuestas que produzcan los Colegios de Escribanos.

- Presentar el presupuesto a la Legislatura Provincial para su aprobación.

- Rendir cuenta a la Legislatura provincial del ejercicio anterior.

- Hacer recaudar a través de los organismos pertinentes.

- Convocar a la Legislatura a sesiones extraordinarias y requerir la prórroga cuando lo exijan asuntos de interés público.

- Efectuar  la  convocatoria  a  elecciones para elegir Gobernador, Vicegobernador y Legisladores provinciales (diputados).

- Acordar jubilaciónes, pensiónes, retiros y demás beneficios sociales.

- Indultar o conmutar las penas impuestas dentro de la jurisdicción provincial.

- Proveer al ordenamiento y régimen de los servicios públicos.

- Ejercer el poder de policía de la Provincia y prestar el auxilio de la fuerza pública a los Tribunales de Justicia, a la Legislatura y a los municipios.

- Es agente inmediato y directo del gobierno nacional para hacer cumplir en la Provincia la Constitución y leyes de la Nación Argentina.